# Трите хикса: Отново в играта
„Трите хикса: Отново в играта“ (на английски: XXX: Return of Xander Cage) е американски екшън трилър от 2017 г. на режисьора Ди Джей Карузо, по сценарий на Ф. Скот Фрейзър. Във филма участват Вин Дизел, Дони Йен, Дипика Падуконе, Крис Ву, Руби Роуз, Тони Джа, Нина Добрев, Тони Колет и Самюъл Джаксън. Това е третата част от филмовата поредица „Трите хикса“, както и продължение на „Трите хикса“ (2002) и „Трите хикса: Следващо ниво“ (2005).